# Psilopogon nuchalis
El barbudo de Taiwán o barbudo de Formosa (Psilopogon nuchalis) es una especie de ave piciforme de la familia Megalaimidae endémica  de la isla de Taiwán.

## Taxonomía
En el pasado se la  consideró una subespecie del barbudo cejinegro (Psilopogon oorti) y estuvo incluido en el género Megalaima.

## Descripción
Tiene una longitud aproximada de 20 cm. El plumaje es mayoritariamente verde. Tiene una mancha roja en su lorum. Las tectrices y su mandíbula inferior son azules. La garganta es amarillo mostaza. Su frente es amarilla. Tiene una raya negra por encima del ojo. El pico es negro y grueso. Su pecho tiene una banda azul y una banda roja. El vientre verde amarillento. Sus pies son grisáceos. Ambos sexos son similares.

## Nombre
El nombre chino para el ave significa "ave de los cinco colores" (en chino tradicional, 五色鳥; en chino simplificado, 五色鸟; pinyin, wuseniao), refiriéndose a los cinco colores en su plumaje. Debido a su plumaje colorido y que su llamada se parece a que de un instrumento de percusión conocido como pez de madera, la especie es también denominada "el monje moteado del bosque" en Taiwán.

## Hábitat y ecología
Habita bosques en elevaciones de hasta 2,800 m. Se alimenta de frutas e insectos. Su época de cría es de marzo a agosto. Anida en cavidades de árboles.  Pueda utilizar una cavidad ya existente o excavar una nueva.